# Gastão Elias
Gastão José Ministro Elias (ur. 24 listopada 1990 w Lourinhã) – portugalski tenisista, reprezentant w Pucharze Davisa, olimpijczyk z Rio de Janeiro (2016).

## Kariera tenisowa
W gronie profesjonalistów od 2008 roku.
W rozgrywkach rangi ATP Challenger Tour Portugalczyk odniósł 10 triumfów w grze pojedynczej.
W roku 2007 zadebiutował w reprezentacji Portugalii w Pucharze Davisa.
W sezonie 2016 zagrał na igrzyskach olimpijskich w Rio de Janeiro osiągając 2 rundę w singlu i deblu.
Najwyżej w rankingu ATP World Tour singlistów zajmował 57. miejsce (24 października 2016), a rankingu deblistów 151. pozycję (15 sierpnia 2016).

### Zwycięstwa w turniejach ATP Challenger Tour w grze pojedynczej
| Końcowy wynik | Nr  | Data | Turniej        | Nawierzchnia | Przeciwnik           | Wynik finału  |
| ------------- | --- | ---- | -------------- | ------------ | -------------------- | ------------- |
| Zwycięzca     | 1.  | 2012 | Rio de Janeiro | Ceglana      | Boris Pašanski       | 6:3, 7:5      |
| Zwycięzca     | 2.  | 2013 | Santos         | Ceglana      | Rogério Dutra Silva  | 4:6, 6:2, 6:0 |
| Zwycięzca     | 3.  | 2015 | Lima           | Ceglana      | Andrej Martin        | 6:2, 7:6(4)   |
| Zwycięzca     | 4.  | 2015 | Guayaquil      | Ceglana      | Diego Schwartzman    | 6:0, 6:4      |
| Zwycięzca     | 5.  | 2016 | Turyn          | Ceglana      | Enrique López-Pérez  | 3:6, 6:4, 6:2 |
| Zwycięzca     | 6.  | 2016 | Mestre         | Ceglana      | Horacio Zeballos     | 7:6(0), 6:2   |
| Zwycięzca     | 7.  | 2017 | Campinas       | Ceglana      | Renzo Olivo          | 3:6, 6:3, 6:4 |
| Zwycięzca     | 8.  | 2021 | Oeiras         | Ceglana      | Holger Rune          | 5:7, 6:4, 6:4 |
| Zwycięzca     | 9.  | 2022 | Oeiras         | Ceglana      | Nino Serdarušić      | 6:3, 6:4      |
| Zwycięzca     | 10. | 2022 | Oeiras         | Ceglana      | Alessandro Giannessi | 7:6(4), 6:1   |